# الشينوك جارجون
الشينوك جارجون (تعرف أيضا بشيانوك واوا chinuk wawa) نشأت كلغة تجارة بدجنية في شمال غرب المحيط الهادئ انتشرت خلال القرن التاسع عشر من جنوب نهر كولومبيا إلى أوريغون، واشنطن ثم إلى كولومبيا البريطانية وانتشرت حتى ألاسكا وإقليم يوكون